# جستن میرام
جستن حکمت عزیز میرام (زادهٔ ۴ دسامبر ۱۹۸۸) بازیکن فوتبال اهل عراق است.
وی همچنین در تیم ملی فوتبال عراق بازی کرده‌است.